# País Petit
País Petit је песма кантаутора из Ђироне Луиса Лаха и један од његових музичких успеха.
Реч је о песми која је уврштена у албум Вергес 50, објављен 1980. године, где он препознаје границе своје земље у сопственом детињству и пејзажа у коме се она развијала. 
Љуис Лах је са песмом „ Паис Петит “ успео да у једној песми ода почаст своје три домовине, Девичанска острва, Л'Емпорда и Каталонија . Текст песме се може тумачити на више начина, при чему свако од ових места може бити мала земља у свом географском контексту. Ова песма је једна од најзначајнијих и увек је била део музичког репертоара Луиса Лаха. 
Моја земља је тако мала
да кад сунце заспи
никад није сасвим сигуран да га је видео.
Мудре старице кажу
због чега се враћа.
Можда претерују,
није битно! тако ми се свиђа
и нисам могао ништа више да кажем.
Певам и увек ћу знати
болестан од љубави према својој земљи.
Моја земља је тако мала
да са врха звоника
увек се види суседни звоник.
Кажу да се грађани плаше,
плаше се да се осећају сами,
плаше се да буду превелики,
није битно! тако ми се свиђа
и нисам могао ништа друго да кажем.
Певам и увек ћу знати
болестан од љубави према својој земљи.
Моја земља је тако мала
која увек глава у срцу
ако те живот одведе далеко одавде
и постајемо шверцери,
све док не сазнају
детектори за тајне срца.
И тако је, тако ми се свиђа
и нисам могао ништа више да кажем.
Певам и увек ћу знати
болестан од љубави према својој земљи.
Моја земља је тако мала
да кад сунце заспи
никад није сасвим сигуран да га је видео